# Eburodacrys eburioides
Eburodacrys eburioides là một loài bọ cánh cứng trong họ Cerambycidae.